# 수푸현

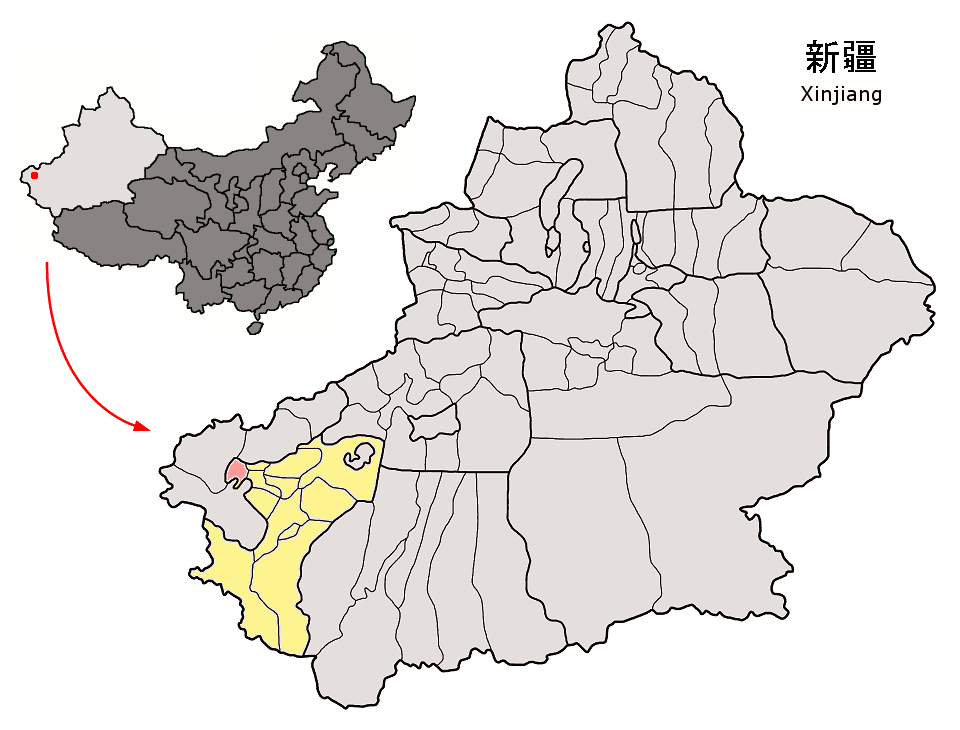
카슈가르코나 현의 위치

수푸현(위구르어: قەشقەر كونا شەھەر ناھىيىسى,ى 카슈가르코나 현, 중국어: 疏附县, 병음: Shūfù Xiàn)은 신장 위구르 자치구 카스 지구의 현급 행정구역이다. 넓이는 3,483km2이고, 인구는 2007년 기준으로 310,000명이다.

## 기후
연평균 기온은 12°C이고 연평균 강수량은 72.2mm이다. 무상일수는 212일이고 연일조시간은 2,870.6시간이다.

## 인구
| 연도  | 인구    | ±% p.a. |
| ----- | ------- | ------- |
| 2000  | 345,282 | —       |
| 2010  | 311,960 | −1.01%  |
| [ 1 ] |         |         |

## 행정 구역
1개 진, 12개 향을 관할한다.
- 진: 托克扎克镇.
- 향: 乌帕尔乡, 塔什米里克乡, 铁日木乡, 布拉克苏乡, 萨依巴格乡, 站敏乡, 吾库萨克乡, 帕哈太克里乡, 兰干乡, 木什乡, 伯什克然木乡, 阿瓦提乡, 英吾斯坦乡, 阿克喀什乡.